# Harry Potter: Hogwarts Mystery
Harry Potter: Hogwarts Mystery is een computerrollenspel, ontwikkeld en uitgegeven door Jam City onder licentie van Portkey Games.
Het spel is geïnspireerd door J. K. Rowling's Wizarding World en werd uitgebracht op 25 april 2018 voor Android- en iOS-apparaten. Het spel speelt zich af op Zweinstein vóór de gebeurtenissen in de Harry Potter-romans, met een aanpasbare hoofdrolspeler. Het videospel kreeg gemengde recensies van critici, enerzijds geprezen vanwege het gebruik van de Harry Potter-licentie, maar alom bekritiseerd vanwege het gebruik van "energie" en de frequente verleidingen om echt geld te betalen voor microtransacties in het spel.